# Figura desnuda

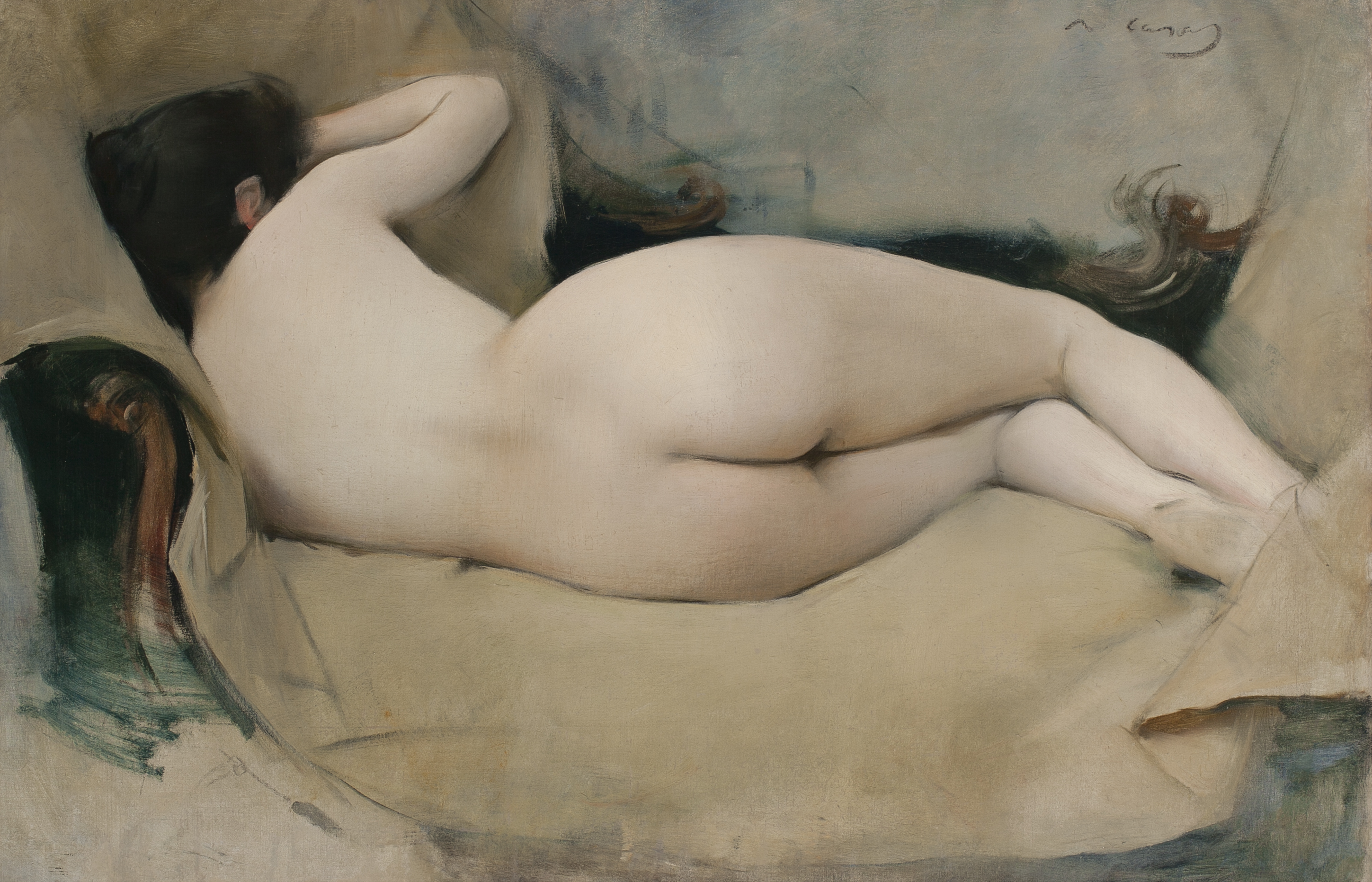
Óleo sobre lienzo creado en 1894 por el pintor catalán Ramón Casas.

Figura desnuda o  Mujer desnuda, echada de espaldas, es un óleo sobre tela del pintor catalán Ramón Casas creado en Barcelona en 1894. Esta obra se encuentra en la Fundación Rusiñol, más conocida como el Cau Ferrat en Sitges (Barcelona), que recientemente ha reabierto sus puertas (diciembre de 2014) tras finalizar un proyecto de reforma integral.

## Ramón Casas y el Modernismo
Casas nace en 1866 en Barcelona. A los 11 años ya dejó sus estudios para entrar en el taller de Juan Vicens Cots donde empezó su educación de artista. Siendo un adolescente se fue a Paris (muchos jóvenes de clase alta de la época viajaban al extranjero para completar sus estudios) y allí asistió en 1881  a la escuela de Carolus Duran, un artista muy conocido entre la burguesía parisina, y que influiría notablemente en la pintura de Casas.
Casas conoce a Santiago Rusiñol a partir de las tertulias que éste y Enric Clarasó hacían en su piso de Barcelona y con el tiempo se convirtieron en grandes amigos. En 1889 ambos realizan un viaje por distintos pueblos de Cataluña y en 1890 Casas, Rusiñol y Miquel Utrillo trasladan su residencia a París durante cuatro años. Allí viven un ambiente lejos de los Salones Oficiales pero siguen realizando exposiciones en Barcelona como la de la "Sala Parés" (1890), en la que muestran sus obras realizadas en París.
En 1893 expone en Barcelona la obra "Garrote vil", que también expondrá al año siguiente en la Nacional de París. Ese mismo año regresa a vivir a Barcelona y se instala en un piso de Paseo de Gracia. A partir de entonces vamos a ver una etapa intimista (en 1894) en su pintura, es decir, va a realizar varios desnudos de mujer como Desnudo femenino con guitarra, Desnudo y Flores deshojadas y por supuesto, la obra "Figura Desnuda".
Es una obra del mismo Casas titulada “Corrida de toros” (1894), que presentó en la Sala Parés, la que marca el inicio de la pintura moderna en la ciudad de Barcelona. Es en este mismo año cuando se empieza a utilizar el término Modernismo (que aparece en la revista “Avenç”) para nombrar a las nuevas corrientes artísticas que estaban apareciendo. “Avenç” irá reuniendo a su alrededor a Casas, Rusiñol, Clarasó, Tamburini y muchos más artistas.
En 1897 participa en la apertura de Els Quatre Gats, un pequeño local de reunión para artistas modernistas, con un estilo similar al de aquellos que habían visto durante su estancia en Montmartre. Después Casas, junto con Utrillo, funda tres revistas, Els Quatre Gats, Pel&Ploma y Forma en las cuales participa como ilustrador gráfico mostrando una nueva visión de la mujer moderna,  inteligente e independiente.
Dos de las claves para entender la pintura de Ramón Casas son Barcelona y sociedad burguesa. Estas fueron una gran inspiración para el pintor catalán durante toda su vida. En la Barcelona de finales del siglo XIX, el arte podía ser generado para un aparato oficial o por iniciativa privada. La segunda daba muchas posibilidades ya que estaba potenciada por una clase burguesa que suplía el poder político autónomo que se había perdido. El hecho de que él mismo fuese burgués, le dio una libertad muy amplia para pintar e incluso podía permitirse hacer obras que no estuvieran destinadas a ser vendidas.

## Descripción de la obra e influencias
Durante el tiempo en que había estudiado en la escuela de Carolus Durán, en su primera estancia en París, Casas aprendió muchísimo de su maestro. Uno de los aspectos en que más influyó Carolus sobre Casas fue en ese interés por el retrato femenino.
Las lecciones de Carolus en este aspecto fueron realmente decisivas. Carolus era uno de los retratistas más famosos entre las damas de la alta sociedad de París y Casas siguió su ejemplo, pero entre la sociedad catalana. Incluso en los desnudos
encontramos la herencia de su maestro. Como ejemplos podemos destacar un desnudo realizado por Carolus Duran como "Primavera" de 1882.
Carolus era un gran admirador de Velázquez, que también sería en un modelo a seguir también para el joven Casas. El interés por la tradición, por lo tanto, le venía a Casas por la influencia de su maestro y también su estancia de cuatro meses en Madrid (1883) donde visitó el Museo del Prado y donde pudo admirar la obra de Velázquez, Tiziano, Rubens, Boucher o Manet.
Sobre este último, dice Antonio Urrutia:

Citaré algunes de les teles de Manet que casas, amb la  seva enorme capacitat de retentiva visual, va haver de tenir presents, tot sovint: El cantaor, Jove vestit de majo, El ballet espanyol, Lola de València, Guitarra i barret, Noia ajeguda amb barret espanyol, Matador brindant, Lídia de Longchamp, El ferrocarril, Berthe Morisot amb barret negre, Irma Brunner, i tota la sèrie de pastels de retrats femenins dels darrers anys.
Influències franceses a la pintura de Ramon Casas por Antonio Urrutia (diciembre de 1982)

En el desnudo de Casas la modelo aparece sola, bien definida, pero el resto del cuadro queda bastante desdibujado y apenas podemos distinguir el diván. Incluso las líneas del cuerpo de la muchacha no parecen definitivas. Se trata, posiblemente, de una obra inacabada.
La modelo aparece tumbada de espaldas con el cuerpo bien iluminado y el pelo recogido, lo cual permite centrar la atención del espectador en el cuerpo en sí. Mantiene la pierna que queda debajo un poco flexionada y tiene un brazo elevado, lo cual realza el torso. El pelo y la piel son elementos de belleza y sexualidad, pero en este caso, el cabello de la modelo está recogido en un moño centrando toda nuestra atención sobre el cuerpo y la piel, nacarada, suave y bien definida. Por otra parte hay que destacar el torso, que es la “esencia del desnudo”  y las formas redondeadas que aumentan la belleza y el atractivo de la modelo. Otro elemento a destacar como elemento de sexualidad es el trasero. Durante el siglo XIX el trasero aparece como un importante símbolo sexual y en la obra a tratar la modelo aparece de espaldas mostrándolo.
La observación por la espalda se ha relacionado directamente con la figura del "mirón", ya que permite mirar sin que la observada se dé cuenta. Una de las implicaciones del desnudo de espaldas es la visión de “la otra parte” como algo que faltaba. Nos da, en definitiva, otro punto de vista. El hecho de aparecer de espaldas, ocultando el rostro, dirige la mirada del espectador hacia el resto del cuerpo. Ocultar el rostro se convierte en una muestra común, en el desnudo moderno, de pudor y vergüenza de la modelo por estar mostrándose desnuda. Ocultar el rostro evita la complicidad con el observador y por lo tanto ella no da su consentimiento para ser observada. De este modo, ella no aparece como alguien que quiere despertar el deseo de quien la mira. Además, al ocultarlo, se convierte en alguien anónimo, lo cual evita la vergüenza social de la modelo, pero también acentúa el misterio para el que observa un cuerpo pero no sabe de quién es.
La representación de desnudos resultó afectada por la censura de la época. En 1893, Ramón Casas no pudo exponer un busto de mujer de espaldas en una exposición del Ateneo Barcelonés porque un miembro del jurado, que pertenecía al "Cercle de Sant Lluc", lo rechazó. Esto provocó una polémica que desencadenó en una exposición de desnudos en una galería de la calle Portaferrisa. En el caso de la obra "Flores deshojadas" (ya mencionada), se pudo exponer la obra en la Exposición General de Bellas Artes, pero fue silenciada por una parte de la crítica.
El cuerpo femenino, está iluminado con una luz suave y difusa, repartida de forma muy natural. De este modo, el espectador puede recorrer el cuerpo de la joven de forma ininterrumpida. La nitidez con la que está dibujado el cuerpo contrasta con el fondo desdibujado y un diván que apenas se percibe.

## "Figura desnuda", un regalo para Santiago Rusiñol
Las obras que representaban mujeres desnudas podían ser contempladas en los Salones a finales del siglo XIX pero también corrían de forma privada. En algunos casos, las obras ni siquiera llegaron a exposiciones de carácter público y se las quedaban los mismos pintores o sus amigos. Es el caso de la obra a tratar, ya que Ramón Casas se la regaló a su amigo Santiago Rusiñol, el cual la guardó en su casa de Sitges, el “Cau Ferrat”.
Junto con esta, guardó otras muchas obras suyas entre las cuales encontramos otros dos desnudos que ya habíamos mencionado. Son “Desnudo femenino con guitarra” y “Desnudo”, ambos también de 1894. Según Cristina Mendoza y Mercè Doñate dicen en su obra “Ramón Casas, el pintor del Modernismo”, Rusiñol tuvo que sentirse "atraído por la sensibilidad y la delicada sensualidad con la que su compañero representaba este tema"  el cual él no llegó a abarcar.